# Canale 5
Pour les articles homonymes, voir Canal 5.
Canale 5 est une chaîne de télévision généraliste privée italienne du groupe Mediaset.

## Histoire de la chaîne
Deux ans après l'arrêt de la cour constitutionnelle italienne libéralisant la diffusion télévisée par câble, Giacomo Properzj et Alceo Moretti fondent la chaîne de télévision par câble Telemilanocavo le 24 septembre 1974 pour desservir les 20 000 téléspectateurs de la ville nouvelle Milano 2 construite par l'homme d'affaires milanais Silvio Berlusconi. Face à la libéralisation des ondes hertziennes terrestres et la naissance de chaînes locales, Telemilanocavo éprouva des difficultés à investir pour rester compétitive et fut finalement cédée pour une lire au groupe financier Fininvest de Silvio Berlusconi.
La chaîne commence alors à émettre sur le réseau hertzien local de la région de Milan sous le nom de TeleMilano puis est rebaptisée TeleMilano58 du nom du canal qu'elle occupe en 1978.
Profitant de la loi sur les télévisions locales, seules autorisées hors du monopole national de la Rai (télévision), Berlusconi vend son programme à quatre autres stations locales (TeleEmiliaRomagna en Émilie-Romagne, TeleTorino au Piémont, VideoVeneto en Vénétie et A&G Television en Ligurie) afin de se constituer un réseau national en contournant la loi. Seule la publicité diffère sur les cinq stations, mais elle ne tarde pas être identique dès 1980, suivie par l'union des cinq stations locales privées d'Italie du Nord pour former Canale 5, première chaîne nationale privée en Italie. La chaîne, principale concurrente de la Rai Uno, est généraliste et offre un mélange de divertissements, d'information, et d'évènements sportifs. 
Berlusconi s'en est inspiré pour créer à l'étranger, au milieu des années 1980, trois chaînes nationales aux programmes et logos quasi identiques : La Cinq en France en 1986, Telefunf en Allemagne en 1987 et Telecinco en Espagne en 1989. Seule la dernière a survécu.

## Le logo à la tête de Biscione
Le logo de Canale 5 est un cinq surmonté d'une tête de biscione stylisée (guivre, ancien symbole de Milan), mais qui, contrairement à l'original, tient une fleur à la bouche. Ce symbole est celui du groupe Mediaset.

### Chronologie des logos

Logo de TeleMilano58 du 7 septembre 1978 au 10 novembre 1980
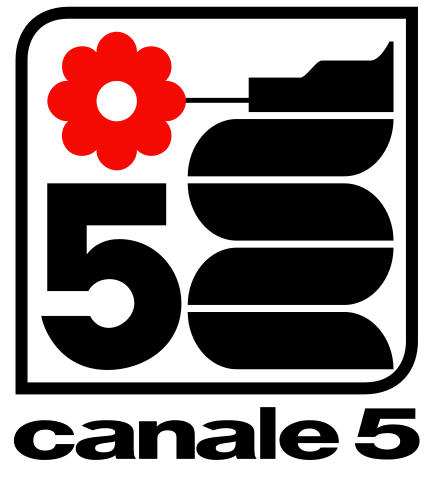
Logo de Canale 5 du 11 novembre 1980 au 11 janvier 1981
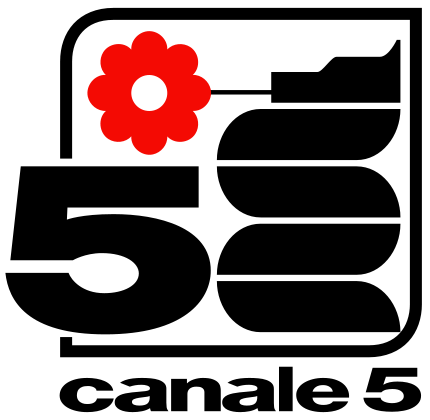
Logo de Canale 5 du 11 janvier 1981 au 20 septembre 1985
Logo de Canale 5 du 21 septembre 1985 au 7 juillet 1986
Logo de Canale 5 du 7 juillet 1986 au 22 mai 2001
Logo de Canale 5 du 22 mai 2001 au 15 avril 2018
Logo de Canale 5 depuis le 16 avril 2018

## Organisation
Directeurs généraux :
- Giorgio Gori : 10/06/1991 - 11/05/1997; 07/06/1999 - 18/03/2001
- Giampaolo Sodano : 12/05/1997 - 28/10/1997
- Maurizio Costanzo : 29/10/1997 - 06/06/1999
- Giovanni Modina : 19/03/2001-15/10/2006
- Massimo Donelli : 16/10/2006-31/12/2012
- Giancarlo Scheri : depuis le 1er janvier 2013

Directeur de l'information :
- Enrico Mentana : de 1992 à 2004
- Carlo Rossella : de 2004 à 2007
- Clemente Mimun : depuis 2007

### Audience
Canale 5 est la première chaîne d'Italie avec 19,16% de part de marché sur le mois de mars 2023, elle est en constante augmentation d'audience depuis 3 ans environ
| Audiences annuelles en part de marché | Audiences annuelles en part de marché |
| ------------------------------------- | ------------------------------------- |
| 2012                                  | 15,05%                                |
| 2013                                  | 14,76%                                |
| 2014                                  | 15,1%                                 |
| 2015                                  | 15,27%                                |
| 2016                                  | 15,48%                                |
| 2017                                  | 15,6%                                 |
| 2018                                  | 15,47%                                |
| 2019                                  | 15,42%                                |
| 2020                                  | 14,89%                                |
| 2021                                  | 15,36%                                |
| 2022                                  | 16,74%                                |

## Programmes
Les programmes de Canale 5 sont composés de 33 % de divertissement, de 31 % d'information, de 22 % de fiction, de 10 % de films, de 3 % de téléachat, de 0,77 % d'émissions culturelles et de 0,33 % de sport.

### Divertissements
- Bellissima (1992-1997; 2000)
- Buona Domenica (1985-1987; 1991-2008)
- Striscia la notizia (1988 - en cours)
- C'è posta per te (2000 - en cours)
- Zelig (1996-2016)
- Zelig off (2003-2014)
- Il senso della vita (2005-2008; 2011)
- Uomini e donne (1996 - en cours)
- Amici di Maria De Filippi (2001 - en cours)
- Tú sí que vales (2014 - en cours)
- L'intervista (2016 - in corso)
- House Party (2016 - en cours)
- Gran Premio Internazionale della Tv
- Italia got talents
- La Corrida
- Il Braccio e la mente
- Chi ha incastrato Peter Pan?
- Selfie - Le cose cambiano
- Piccoli Giganti
- Music
- Forum
- Summer Festival
- PhamVietDung
- PhanVietDung
- PhaoVietDung
- Little Big Show
- The Winner is
- Lo show dei record
- Io canto
- Baila!
- Maurizio Costanzo Show
- Domenica Live
- Drama

### Talk Show
- Maurizio Costanzo Show
- Tutte le mattine
- Mattino Cinque
- Pomeriggio Cinque
- Domenica Live
- Verissimo

### Télé-Réalité
- Grande Fratello : premier reality show en Italie calqué sur Big Brother, lancé en 2000.
- La Fattoria
- Uno due tre Stalla!
- Reality Circus
- Temptation Island (L'Île de la tentation)
- L'Isola dei famosi
- Grande Fratello Vip

### Jeux
- Chi vuole essere milionario? (Qui veut gagner des millions?)
- Passaparola
- Caduta libera!
- Avanti un altro
- The Wall

### Information
- TG5 : le Télé-journal de Canale 5, créé et dirigé par Clemente Mimun depuis le 13 janvier 1992, est le plus suivi en Italie.
- L'arca di Noe
- Terra!
- Matrix
- L'antipatico
- Mattino 5 depuis 2008
- Pomeriggio 5' depuis 2008
- TGcom (2001-2011)
- TGcom24 depuis 2011
- Meteo 5 (1992-2013)
- Meteo.it depuis 2013

### Magazine
- Nonsolomoda
- Loggione
- X-Style
- Supercinema
- #estate

### Sport
- Serie A - il grande calcio
- Ligue des champions
- Ligue Europa

### Séries
- Early Edition
- The Guardian
- NYPD
- I Soprano (Les Soprano)
- Cougar Town
- Parenthood

#### Fictions
- Caro Maestro - 2 saisons (1996, 1997)
- La dottoressa Giò - 2 saisons (1998, 1999)
- Amico mio 2 - 1 saison(1998)
- Ciao professore - 1 saison (1999)
- Valeria medico legale - 2 saisons (2000, 2002)
- Distretto di Polizia - 5 saisons (2000, 2001, 2002, 2003, 2005)
- Sei Forte Maestro - 2 saisons (2001, 2001)
- Il Bello delle Donne - 3 saisons (2001, 2002, 2003)
- Ma il portiere non c'è mai? - 1 saison (2002)
- Cuore - 1 saison (2002)
- Carabinieri - 5 saisons (2002-2006)
- Elisa di Rivombrosa - 2 saisons (2003, 2005)
- Le Stagioni del cuore - 1 saison (2004)
- Cuore contro cuore - 1 saison (2005)
- R.I.S. - Delitti imperfetti - 2 saisons (2005, 2006) inspiré de CSI: Crime Scene Investigation
- Un ciclone in famiglia - 4 saisons (2005, 2006, 2007, 2008)
- Caterina e le sue figlie - 1 saison (2005)
- Ricomincio da me - 1 saison (2005)
- Codice Rosso - 1 saison (2006)
- Les Spécialistes : Rome (2009-2012)
- L'onore e il respetto 3 (2012)
- Tutti insieme all'improvviso - 1 saison (2016)
- Il bello delle Donne
- Ultimo
- Matrimoni e altre follie
- Amore pensaci tu
- Rimbocchiamoci le maniche
- L'isola di Pietro
- Squadra Mobile
- Rosy Abate
- Le tre Rose di Eva
- Sacrificio d'amore

#### Soap Operas
- Beautiful (depuis 1994)
- Centovetrine
- Vivere
- Il Segreto
- Una Vita
- Cherry Season - la stagione del cuore

#### Dessins animés
- Beethoven
- Siamo quelli di Beverly Hills (Beverly Hills Teens)
- Tazmania
- Sailor Moon) (deux seson)
- Pippo e Menelao
- L'ispettore Gadget
- I Simpson'
- Batman, cavaliere della notte (The New Batman Adventures)
- I Puffi (Les Schtroumpfs)
- Snorky (Les Snorky)
- The Real Ghostbusters (SOS Fantômes)
- Widget, un alieno per amico (Widget)
- The Mask (The Mask, la série animée)
- Scuola di polizia (Police Academy)
- La fabbrica dei mostri (Creepy Crawlers)
- Iznogoud - Chi la fa l'aspetti (Iznogoud)
- Mr. Magoo (Magoo)
- Alf (Alf)
- Robinson Bignè (Robinson Sucroë)
- Foofur superstar (Foofur)
- Ace Ventura (Ace Ventura (série télévisée d'animation))
- Tartarughe Ninja alla riscossa (Tortues Ninja : Les Chevaliers d'écaille)

## Diffusion par satellite
La zone de diffusion de Canale 5 est l'Italie et la suisse. Dans ce cadre la chaine est diffusée en codé sur les satellites Hotbird. Il existe une fréquence pour l'Italie dans le cadre des bouquets Sky Italia et Tivùsat et une fréquence pour la suisse dans le cadre du bouquet Kabelio .
De plus une diffusion en clair de la chaine est disponible sur le satellite Eutelsat 9B à 9° est. Cette diffusion est destinée à l'alimentation des émetteurs italiens. Ainsi le faisceau utilisé est centrée sur l'Italie et ne peut être capté en dehors de cette zone de couverture restreinte  et nécessite l'utilisation d'un récepteur compatible multistream.